# Canthochilum oakleyi
Canthochilum oakleyi är en skalbaggsart som beskrevs av Chapin 1934. Canthochilum oakleyi ingår i släktet Canthochilum och familjen bladhorningar. Inga underarter finns listade.